# Литературно-художественный музей Марины и Анастасии Цветаевых
Литературно-художественный музей Марины и Анастасии Цветаевых — государственный музей, расположенный в городе Александрове.

## История

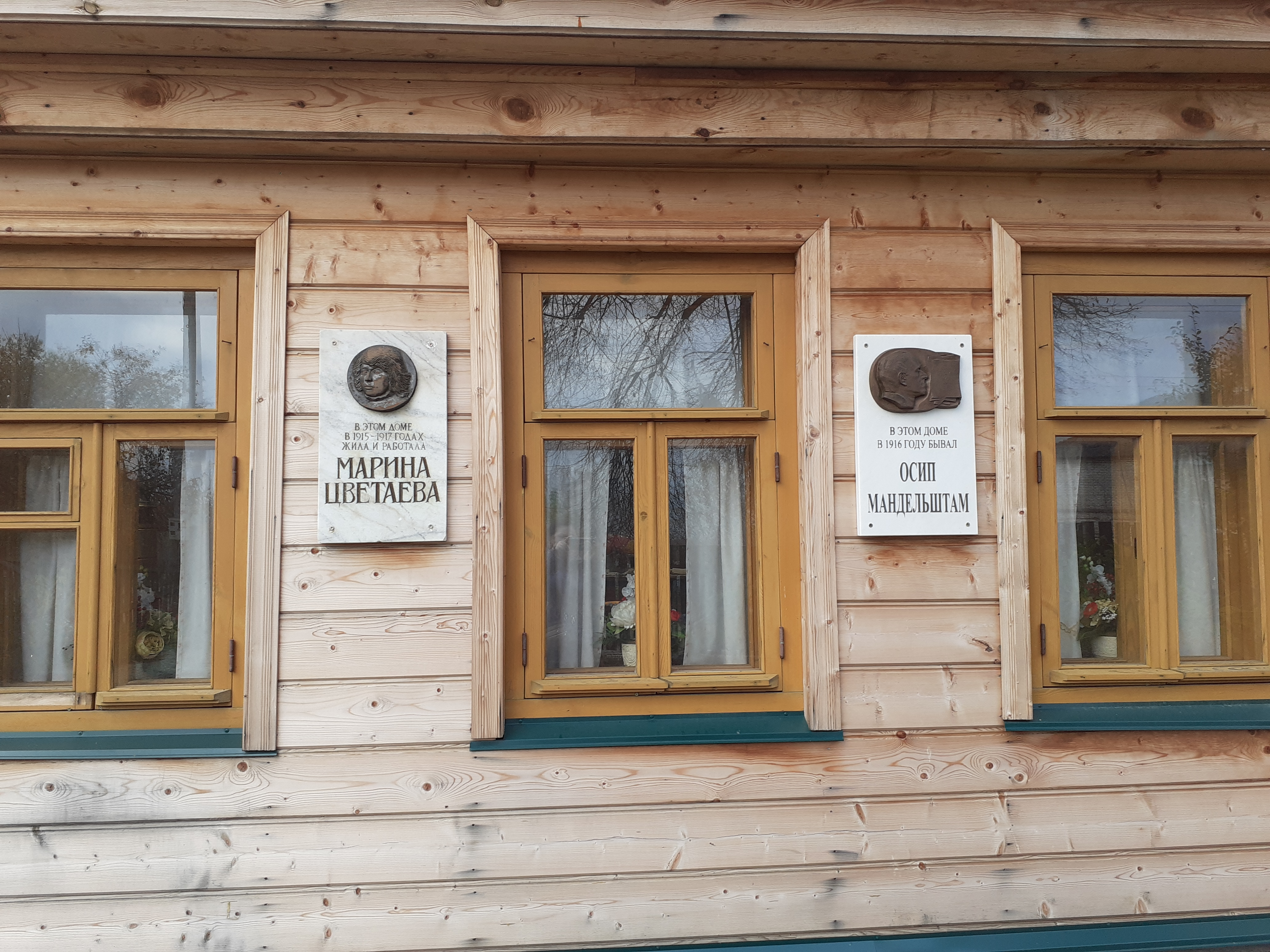
Флигель. Мемориальные доски.

Музей был основан общественным фондом музея Марины Цветаевой в июне 1991 года на волне Цветаевских праздников поэзии (сейчас — Цветаевских фестивалей поэзии), проводящихся в городе Александрове с 1982 года. Он был первым из цветаевских музеев, появившихся в России. В том же 1991 году музей был передан Фондом в управление администрации города Александрова и стал муниципальным музеем. Принцип музея — экскурсия для каждого посетителя.
Победитель конкурса «Меняющийся музей в меняющемся мире» 2008 года за проект «Пошли мне сад на старость лет».

## Экспозиция и фонды
Этот музей по задумке его устроителей является музеем-метафорой, то есть средствами музея воспроизводит атмосферу того времени, в котором жили Цветаевы. Экспозиция охватывает 1915—1917 годы — время, когда Анастасия и Марина Цветаевы жили в Александрове. Музей в музее: занимающая два зала экспозиция «Александров — столица 101-го километра» (Военная ул., 2). Экспозиция в филиале «Дом-музей Алексея Мусатова» в деревне Лизуново Александровского района посвящена жизни и творчеству известного детского писателя Алексея Мусатова.
В состав музейного квартала входят два деревянных дома — «Цветаевский домик» (Военный пер., 5) и «Дом Лебедевых» (Военный пер., дом 6), двухэтажный каменный дом (XVI—XX вв.) (Военный пер., 2) и Мемориальный сад Марины и Анастасии Цветаевых. В каменном доме в Военном переулке экспозиция музея «Александров — столица сто первого километра» размещена в историческом помещении, датируемом XVI в., которое предположительно использовалось государевыми конюшнями Александровской слободы.
Фонды музея в настоящее время составляют более тридцати пяти тысяч единиц хранения и имеют в своём составе коллекции материалов выдающихся деятелей культуры, творчество которых непосредственно связано с Александровским краем. Это Марина и Анастасия Цветаевы, Осип Мандельштам, Ариадна Эфрон, Аделаида и Евгения Герцык, Сергей Елпатьевский, Александр Солженицын, Анатолий Марченко, доктор Сергей Маслеников, венгерской писатель-классик XX века Йожеф Лендел, Лев Лагорио, российско-венгерский художник Виктор Тоот, швейцарская гражданка Эльза Рутгерс, священник о. Александр Сергеенко и многие другие.
Музей проводит три широко известных фестиваля: старейший в России поэтический фестиваль — Цветаевский фестиваль поэзии с 1982 г. (последняя полная неделя июня), Международный фестиваль камерной музыки им. Сергея Коршункова с 1994 г. (первая полная неделя апреля) и фестиваль «Александровские сезоны Большого театра». Кроме того в д. Лизуново проводится ежегодный Мусатовский праздник детской литературы — Стожары.